# Domino's Pizza

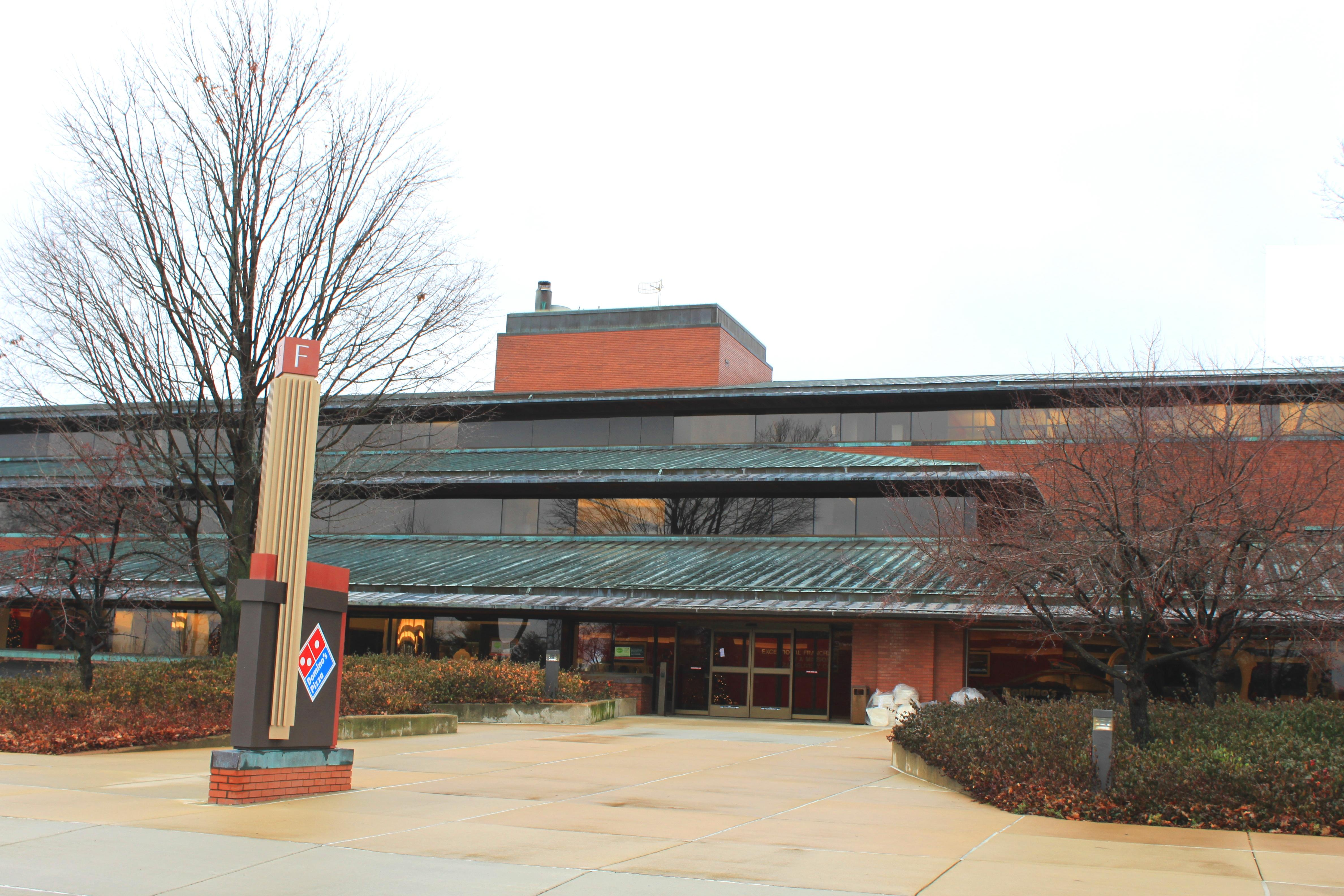
A sede da Domino's Pizza

Domino's Pizza é uma empresa de alimentação baseada em pizzas. Atualmente, é a "maior rede de entregas de pizzas do mundo", com mais de 18.000 lojas em 95 países.

## História
A Domino's Pizza foi fundada nos Estados Unidos em 1957 a partir da compra por Tom Monaghan e seu irmão James da "Dominick's Pizza", uma pequena pizzaria em Ypsilanti, Michigan.

### Brasil
O Grupo Trigo assumiu em 2004 a gestão da Domino's no Brasil e foi vendida em 2018 para o fundo de investimento Vinci Partners.

### Portugal
Em Junho de 2015, através do Grupo Daufood, é aberta a primeira Domino's em Telheiras, Lisboa. Atualmente em Portugal existem 50 lojas.

## Logotipo

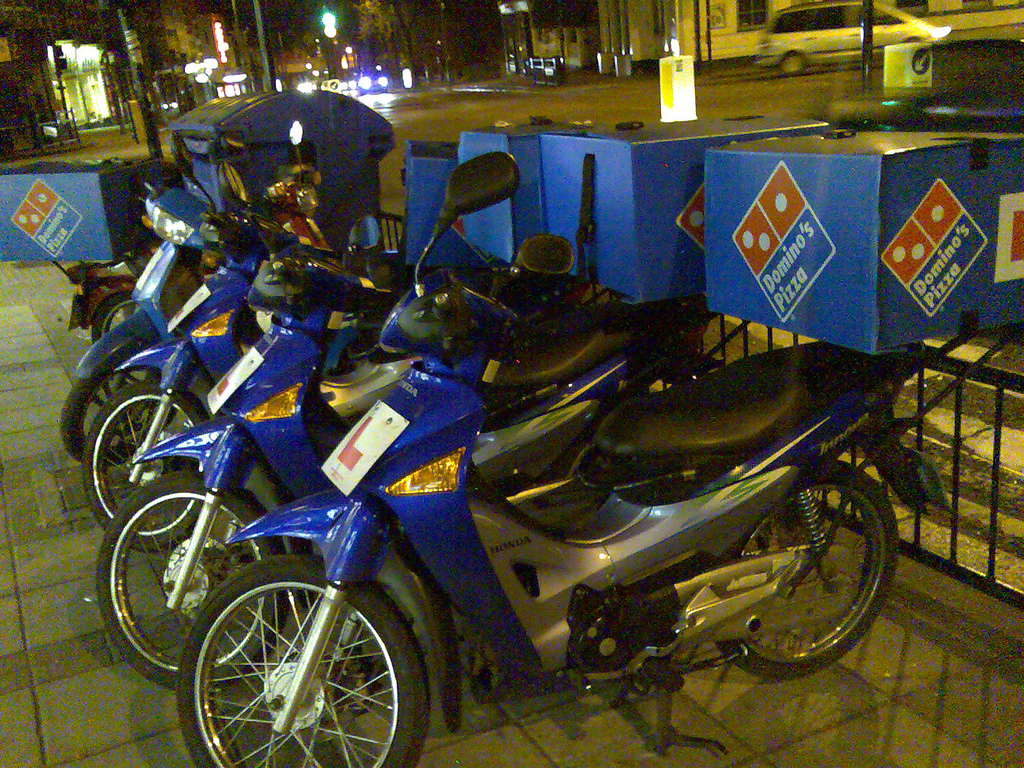
Motos de entrega em Londres.

O logotipo da Domino's retrata uma peça de dominó azul e vermelha, com os números 2 e 1, da esquerda para a direita, representados por círculos. 